# Casa del Cordón (Burgos)
Pour les articles homonymes, voir Casa del Cordón (Vitoria-Gasteiz).
Le palais des connétables de Castille, connu comme la casa del Cordón, est un palais datant du XVe siècle situé dans la vieille ville de Burgos.
Il domine l'ancienne place du Mercado Mayor, qui était formée par les actuelles places de la Libertad et de Santo Domingo de Guzmán. Il a été commandité par le connétable de Castille Pedro Fernández de Velasco (es), marié avec Mencía de Mendoza y Figueroa. Les plans originaux sont attribués à Jean de Cologne et à son fils Simon.
Le palais est un bâtiment civil de style gothique qui a été très modifié jusqu'à nos jours. Dans tout le bâtiment, il y a de nombreuses représentations des armoiries du couple propriétaire du palais (Velasco et Mendoza) : les deux armoiries au-dessus de la porte principale sont unis au moyen d'un cordon franciscain, sculpté sur la pierre. Un cordon ou des chaînes pendues sur la porte d'une maison indiquent qu'un roi y a dormi ; Mencía de Mendoza y Figueroa était très dévote et a demandé à faire sculpter ce cordon. C'est lui qui a donné le nom populaire du palais : la « maison du cordon ».
Aujourd'hui, elle héberge un centre culturel, les bureaux centraux et le siège social d'une entité bancaire.

## Galerie

Le bâtiment
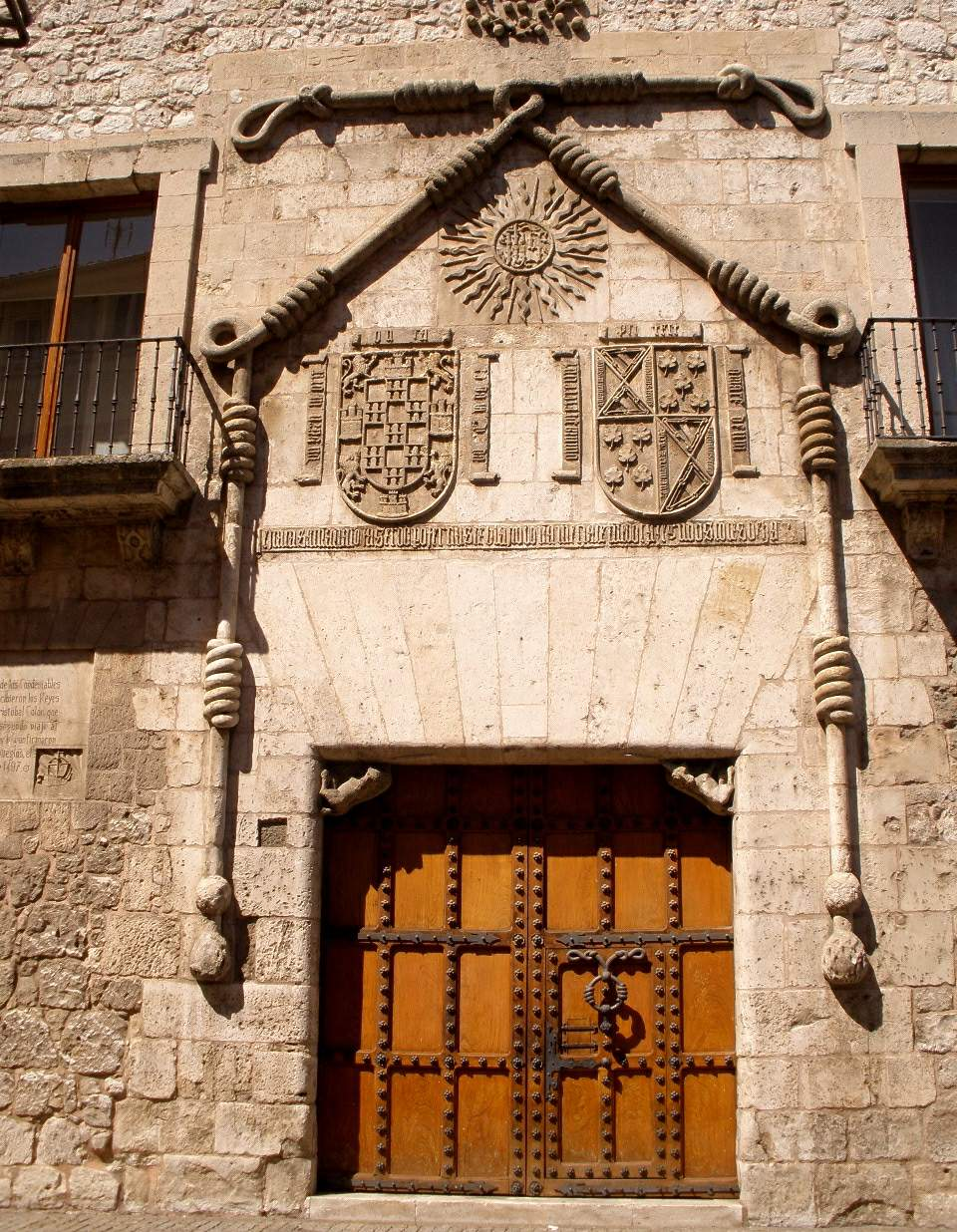
La porte principale avec son cordon.
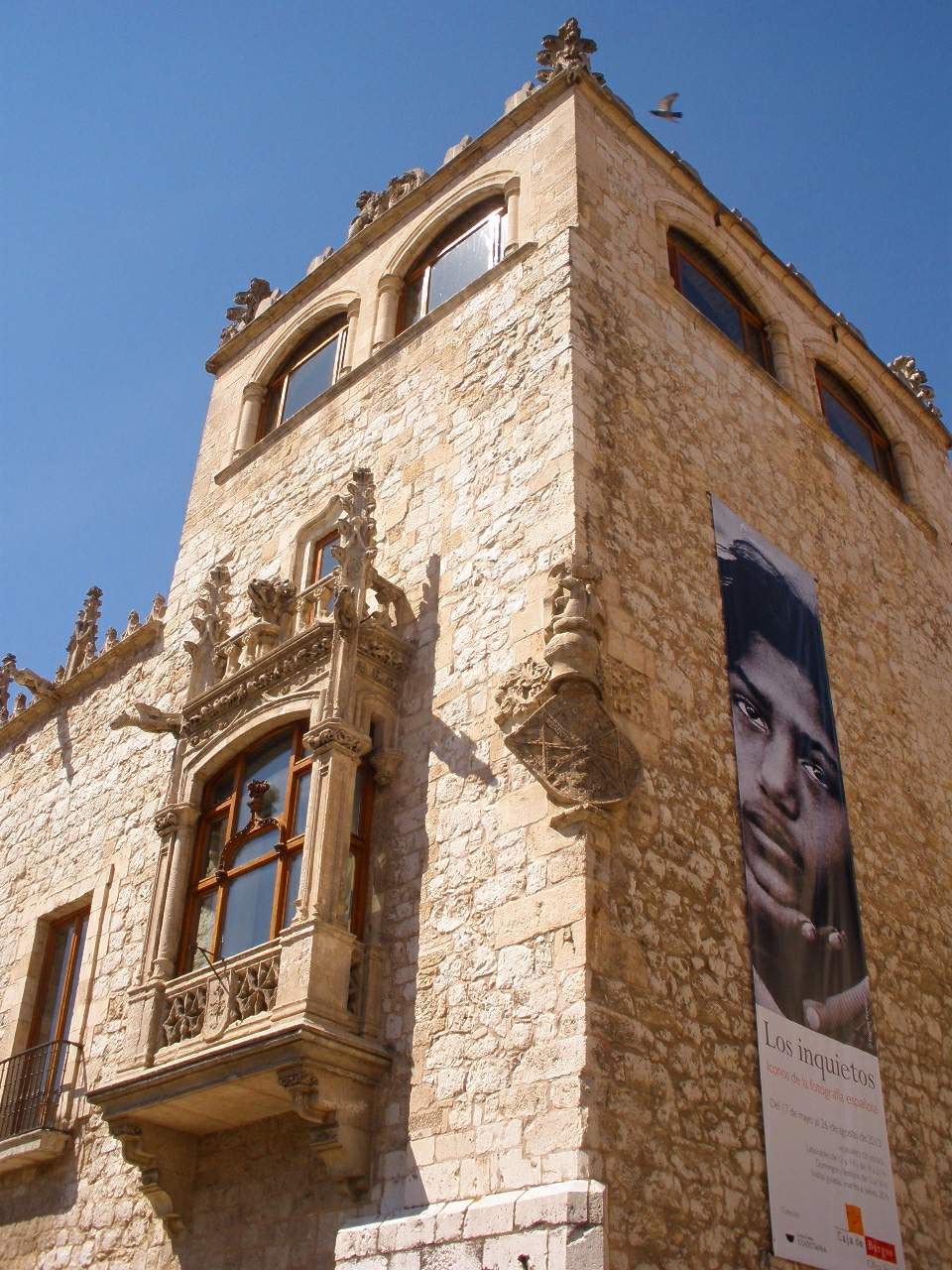
Angle du bâtiment avec l'annonce d'une exposition au centre culturel.
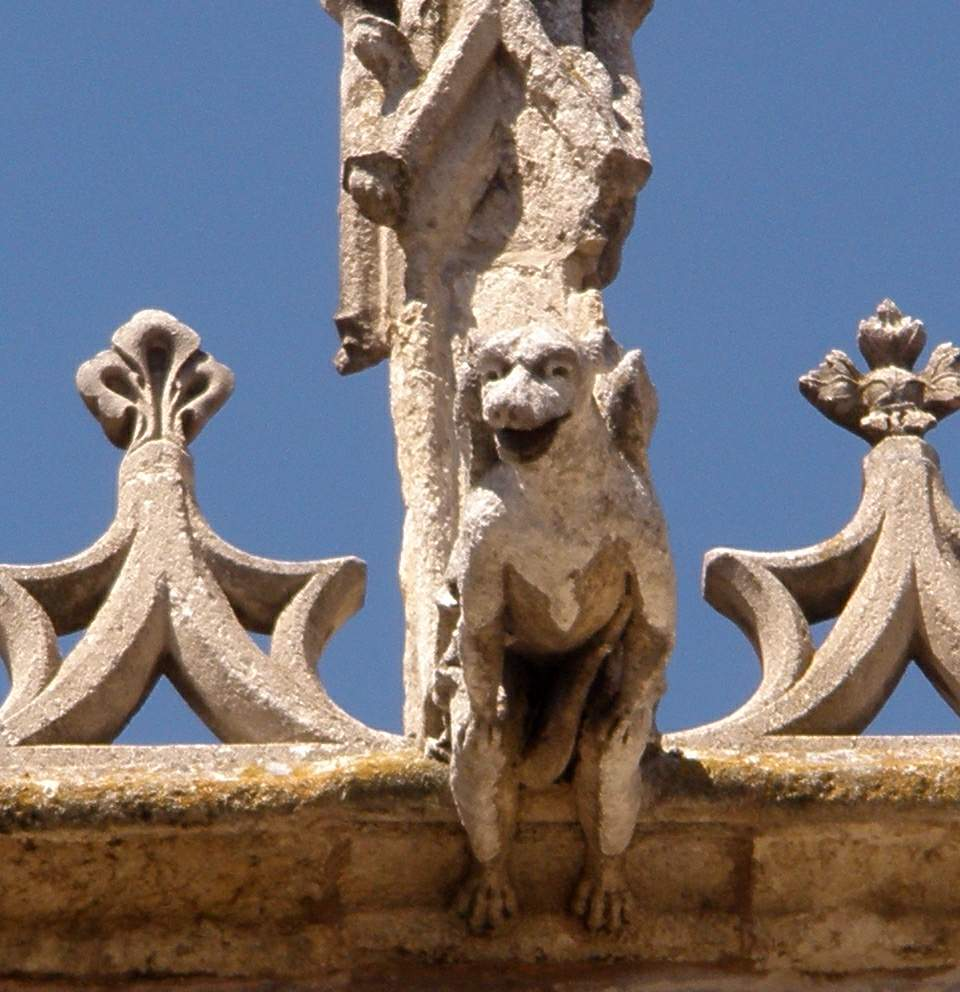
Gargouille.
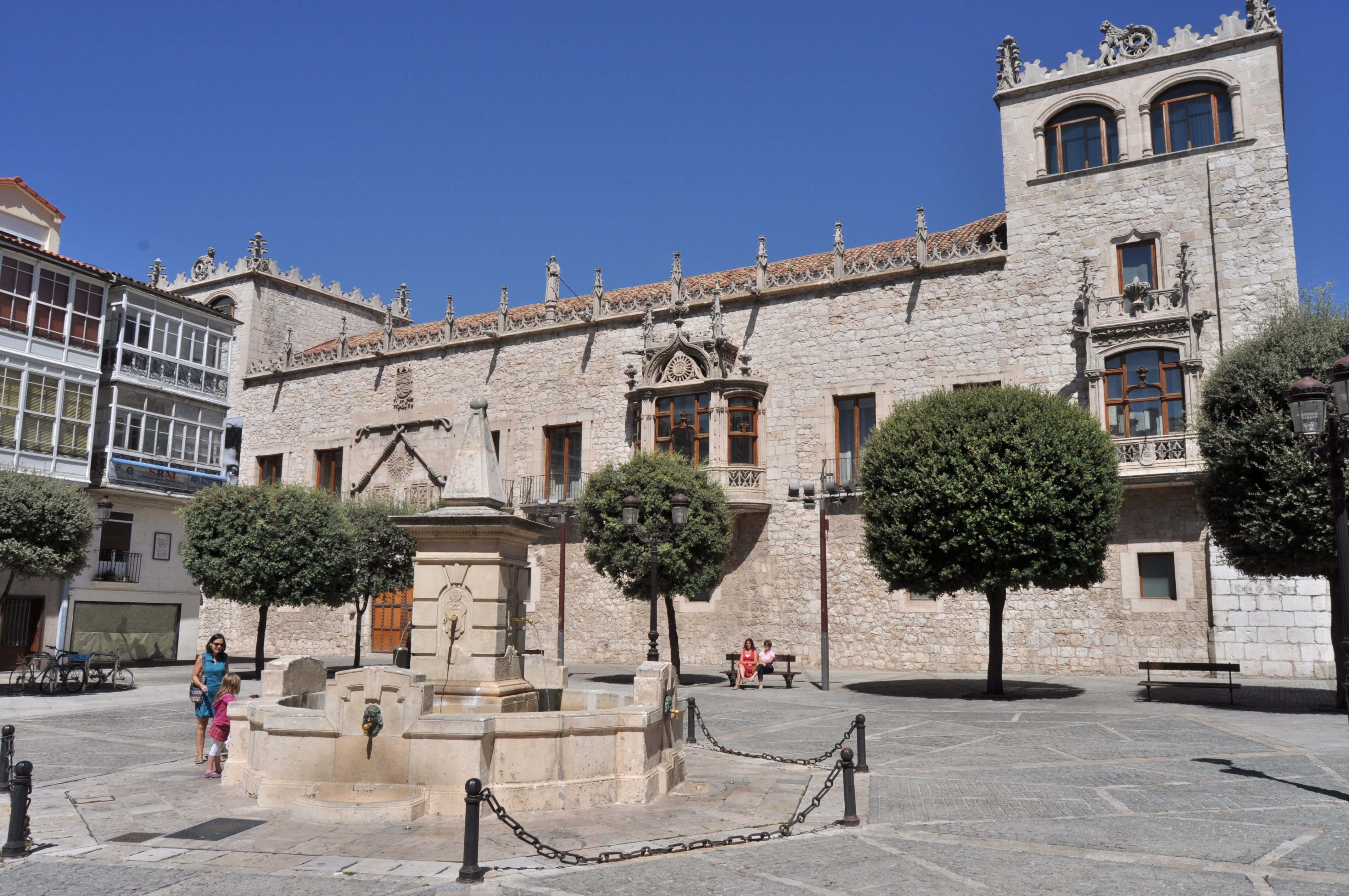
Vue depuis la place de la Libertad.
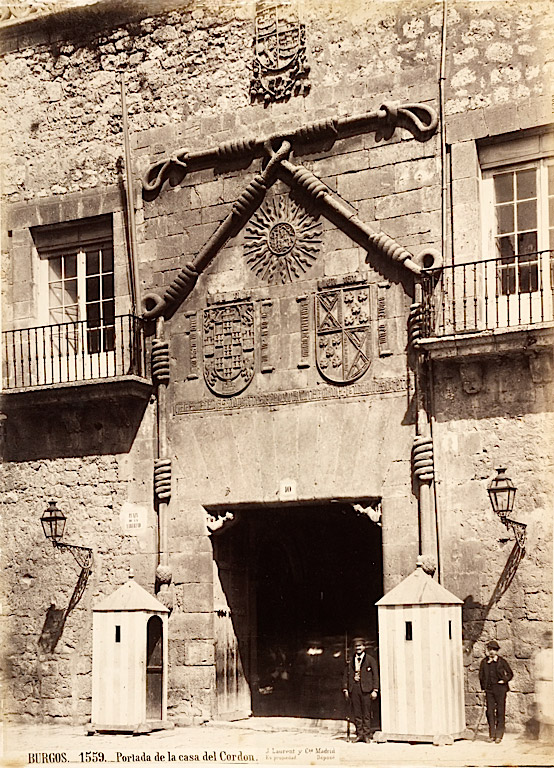
Casa del Cordón, Burgos, Juan Laurent, c. 1860-1866. Department of Image Collections, National Gallery of Art Library, Washington DC

Intérieurs
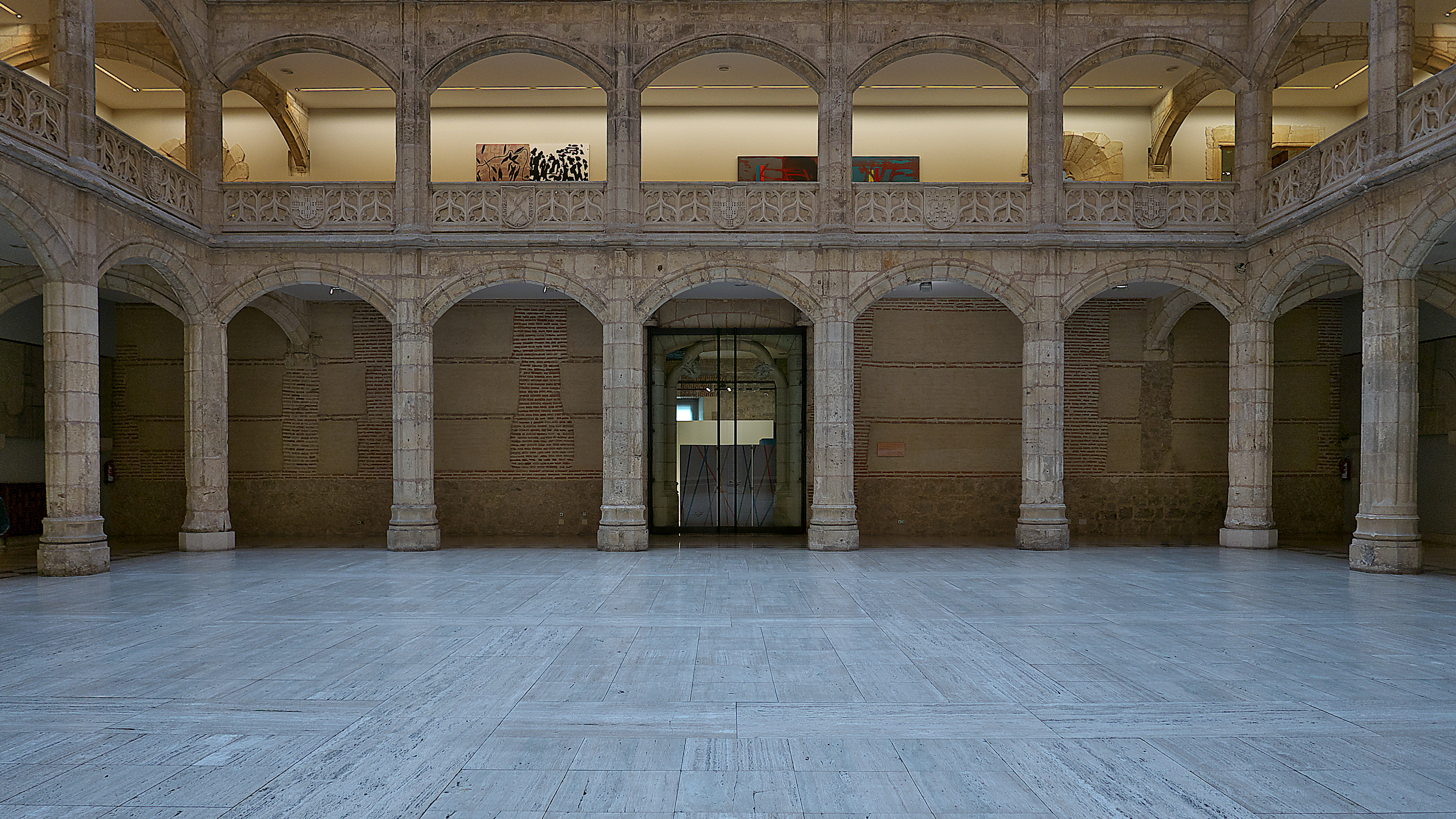
Patio intérieur.
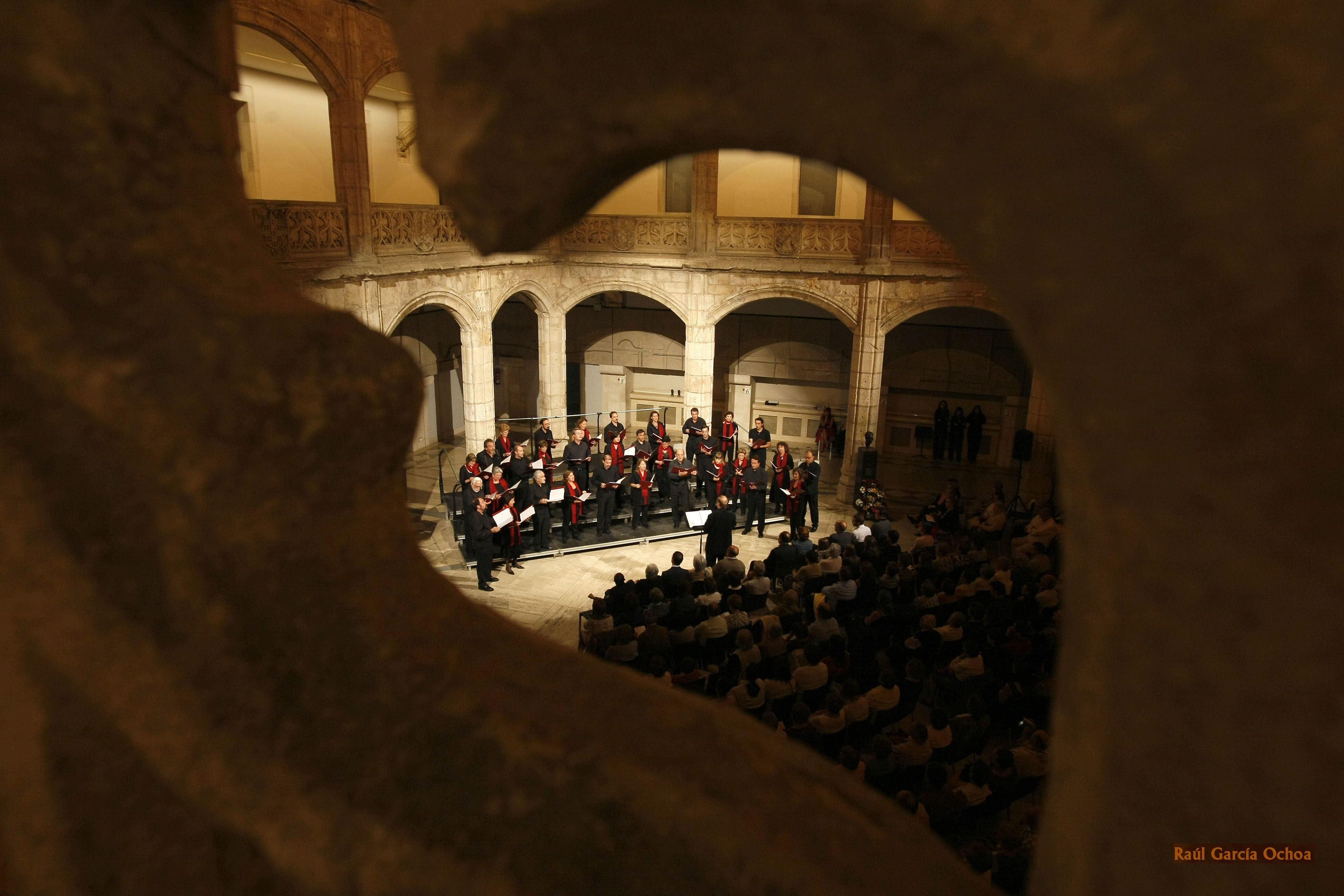
Le patio intérieur accueille régulièrement des événements culturels.